# Gallinero de Cameros
Gallinero de Cameros – gmina w Hiszpanii, w prowincji La Rioja, w La Rioja, o powierzchni 11,17 km². W 2011 roku gmina liczyła 25 mieszkańców.